# ماتياس هايدمان
ماتياس هايدمان (بالألمانية: Matthias Heidemann)‏ (7 فبراير 1912 – 30 نوفمبر 1970) لاعب كرة قدم ألماني راحل كان يجيد اللعب في خط الهجوم .
لعب طوال مسيرته الرياضية في أندية بونر (1932-1934) فيردر بريمن (1934-1939).
مثل منتخب ألمانيا في 3 مباريات (1933-1935). شارك مع منتخب ألمانيا في بطولة كأس العالم 1934 في إيطاليا حيث احتل المركز الثالث.

## وصلات خارجية
- ماتياس هايدمان على موقع قاعدة بيانات كرة القدم.إي يو (الإنجليزية)
- ماتياس هايدمان على موقع ناشيونال فوتبول تيمز (الإنجليزية)
- ماتياس هايدمان على موقع Soccerway.com (الإنجليزية)
- ماتياس هايدمان على موقع عالم كرة القدم.نت (الإنجليزية)

- سيرة ذاتية